# Jan Krzywicki
Jan Krzywicki, także Janusz Pokrzywicki (ur. 16 maja 1914 w Dominowie, zm. 4 listopada 1991) – polski żołnierz i dyplomata, ambasador w Etiopii (1965–1969) i Gwinei (1977–1980), były więzień Auschwitz i Buchenwaldu.

## Życiorys

Ambasador Jan Janusz Krzywicki (na środku) przed gmachem ambasady PRL-u w Addis Abebie, czerwiec 1966

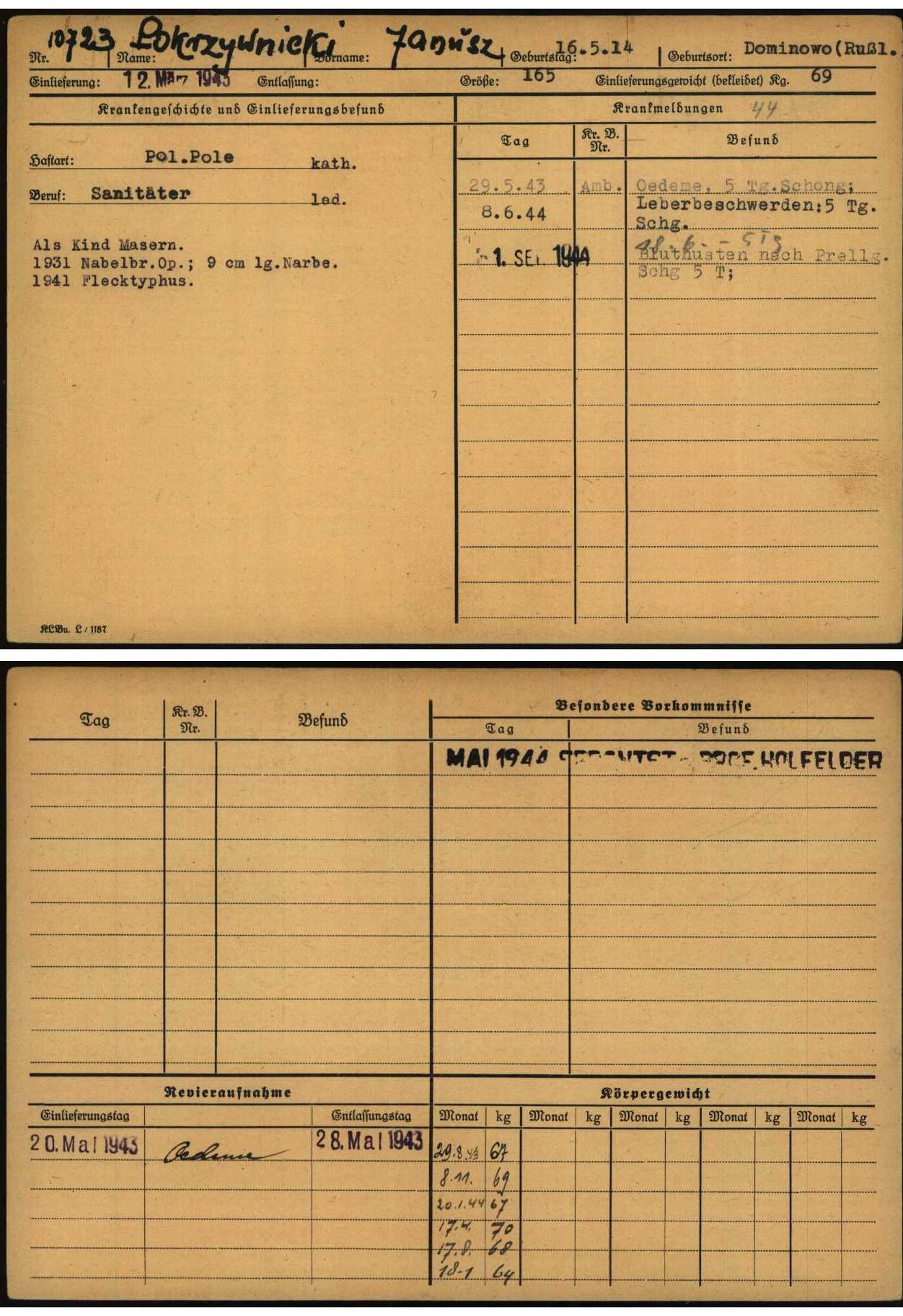
Karta medyczna Krzywickiego (jako Pokrzywnicki) z Buchenwaldu, awers i rewers

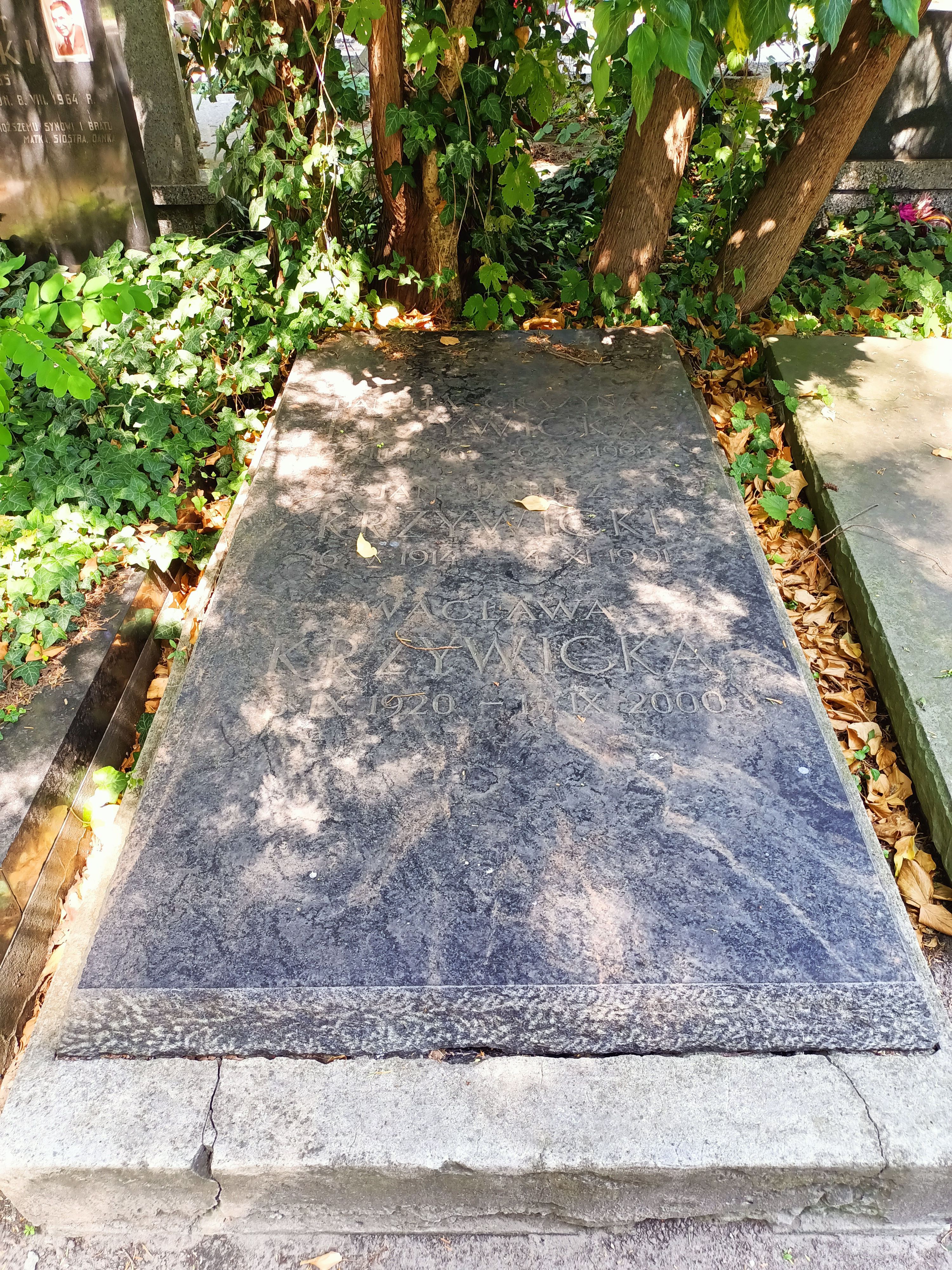
Grób Jana Krzywickiego na Cmentarzu Wojskowym na Powązkach

Syn Jana i Stefanii. Pochodził z rodziny robotniczej. W 1929 ukończył szkołę powszechną. Następnie kształcił się w Korpusie Kadetów nr 3 w Rawiczu. W 1935 zdał maturę i rozpoczął naukę w Szkole Podchorążych Piechoty, którą ukończył w 1937. W stopniu podporucznika Wojska Polskiego został przydzielony do 76 Pułku Piechoty w Grodnie. W 1939 brał udział w kampanii wrześniowej, walcząc w okolicach Wizny. 28 września został internowany w Birsztanach, skąd uciekł. Próbował dostać się statkiem z Tallinna do Francji. Został na pokładzie zatrzymany przez Kriegsmarine jako polski obywatel i od maja 1940 osadzony w Warszawie na Pawiaku, skąd został zwolniony w tym samym miesiącu. Po wyjściu wstąpił w Warszawie do Związku Walki Zbrojnej. W lipcu 1940 został aresztowany i osadzony początkowo na zamku w Lublinie. Dnia 14 październiku 1940 zesłany do obozu koncentracyjnego Auschwitz, gdzie funkcjonował jako ’Janusz Pokrzywicki’ (nr obozowy 6029), skąd 12 marca 1943 trafił z dużym transportem do Buchenwaldu, gdzie był zapisywany jako ’Janusz Pokrzywnicki’ (numer obozowy 10723). W obozach angażował się w konspirację wojskową; utrzymywał także kontakty z konspiracją komunistyczną. W trakcie ewakuacji obozu w kwietniu 1945 zbiegł z kolumny i ukrywał się do momentu wkroczenia amerykańskiej armii.
W lipcu 1945 wrócił do Polski, w następnym miesiącu wstąpił do Polskiej Partii Robotniczej (PPR), a w 1948 do Polskiej Zjednoczonej Partii Robotniczej (PZPR). W sierpniu 1945 został skierowany do Wyższej Szkoły Oficerskiej w Rembertowie. Po jej ukończeniu w listopadzie 1945 w stopniu kapitana pracował w Naczelnym Dowództwie i Sztabie Generalnym Wojska Polskiego. Był wówczas członkiem egzekutywy podstawowej organizacji partyjnej PPR i PZPR.
W latach 1948–1950 pełnił funkcję attaché wojskowego, morskiego i lotniczego w Rzymie. Po powrocie z placówki został zwolniony z wojska jako przedwojenny oficer. W 1956 został przywrócony do służby i powrócił na poprzednie stanowisko. W latach 1957–1958 kształcił się w Akademii Sztabu Generalnego, którą ukończył w stopniu pułkownika dyplomowanego.
Następnie do 1970 pozostawał w zawodowej służbie wojskowej pod przykryciem. Od 1959 do 1963 był naczelnym dyrektorem w Polskich Liniach Lotniczych LOT. W 1963 został wicedyrektorem IV Departamentu Ministerstwa Spraw Zagranicznych. Od 1965 do września 1969 pełnił funkcję ambasadora w Etiopii. Następnie w Biurze Planowania Obronnego MSZ. Od lutego 1972 do marca 1973 (albo 1975) był Przedstawicielem PRL w Międzynarodowej Komisji Nadzoru i Kontroli w Wietnamie. W latach 1976–1977 na stanowisku doradcy ministra w Departamencie II MSZ. W latach 1977–1980 był ambasadorem w Gwinei.
W 1946 „za bohaterskie czyny i dzielne zachowanie się w walce z niemieckim najeźdźcą, oraz za gorliwe wypełnianie obowiązków służbowych” został odznaczony Złotym Krzyżem Zasługi.
Pochowany na Cmentarzu Wojskowym na Powązkach (kwatera A 32-4-24, na grobie figuruje jako Jan Janusz Krzywicki).